# 도바타역
도바타역(일본어: 戸畑駅)은 일본 후쿠오카현 기타큐슈시 도바타구에 위치한 규슈 여객철도 소속 철도역이며, 가고시마 본선 정차역이다. 역 주변의 공장 철거 지역과 함께 재개발을 해 1999년에 역사가 약 150m 서쪽으로 이전해, 현재의 위치가 되었다. 특급 열차의 약 반과 쾌속 · 보통 전열차가 정차한다. 이전에는 침대 특급이 통과하고 있었다.

## 역 구조 및 승강장
섬식 홈 1면 2선을 가지는 지상 고가역. 2번 승강장의 북측으로 구선(현재는 화물선)과 구 승강장이 있다. 현 역사가 되기 이전은, 북쪽 출입 개찰구가 존재했다. 현재 개찰구는 남쪽 출입구 만되어, 대신에 개찰구에 플랫폼을 지나는 자유 통로가 설치되었다.
직영역에서, 발권 창구가 설치되어 있다. JR 규슈의 특정도구 시내 제도에 있어서의 「기타큐슈 시내」의 역이다.
| 플랫폼 | 노선            | 방향   | 행선지                             |
| 1      | ■ 가고시마 본선 | 하행선 | 오리오 · 하카타 · 오무타 방면      |
| 2      | ■ 가고시마 본선 | 상행선 | 고쿠라 · 모지 항 · 시모노세키 방면 |

## 역 주변
- 도바타 겐와병원

## 인접 역
| 가고시마 본선            | 가고시마 본선   | 가고시마 본선          |
| ------------------------ | --------------- | ---------------------- |
| 니시코쿠라 모지 항 방면  | ■ 쾌속 · 준쾌속 | 야하타 아라오 방면     |
| 규슈 공대앞 모지 항 방면 | ■ 쾌속 · 보통   | 에다미쓰 가고시마 방면 |